# Prahecq
Prahecq è un comune francese di 2 141 abitanti situato nel dipartimento delle Deux-Sèvres, nella regione della Nuova Aquitania.

## Società

### Evoluzione demografica
Abitanti censiti